# William Primrose
William Primrose CBE (Glasgow (Escòcia), 23 d'agost, 1904 - Provo, Utah, U.S.A. 1 de maig, 1982), va ser un violista i professor escocès. Va actuar amb el "London String Quartet" de 1930 a 1935. Després es va unir a l'Orquestra Simfònica de l'NBC on va formar el "Primrose Quartet". Al llarg de la seva carrera va actuar com a solista a diversos països del món. També va impartir classes en diverses universitats i institucions. Va ser autor de diversos llibres sobre tècnica de viola.

## Biografia
Primers anys

William Primrose, era fill de John Primrose i Margaret McInnis (Whiteside) Primrose. Era el més gran dels seus tres fills. El seu pare, John Primrose, va ensenyar violí i va formar part de l'Orquestra Escocesa. El seu pare va comprar a Primrose el seu primer violí el 1908: quan Primrose només tenia 4 anys. Aquest mateix any, el seu pare va organitzar classes de violí amb Camillo Ritter, que havia estudiat amb Joseph Joachim i Otakar Ševčík. Primrose va fer el seu primer concert públic amb el violí l'any 1916, als 12 anys, tocant el Concert per a violí de Mendelssohn. Durant la seva infància, a Primrose també li agradava llegir i jugar als escacs, a més d'estudiar música i actuar.
El 1919, la família de Primrose es va traslladar a Londres, i ell va començar a estudiar violí a la Guildhall School of Music and Drama de Londres amb una beca, on més tard seria nomenat Fellow. Primrose es va graduar el 1924, després d'haver rebut el seu màxim honor, una medalla d'or, encara que va admetre que es va saltar algunes de les seves classes perquè el violí no li interessava.
A instància de l'acompanyant Ivor Newton, Primrose es va traslladar a Bèlgica per estudiar amb Eugène Ysaÿe de 1926 a 1929.  Ysaÿe va escoltar Primrose tocar una viola Amati que el seu pare li havia prohibit tocar, i va suggerir que  Primrose perseguia la viola en lloc del violí.

## Quartet de corda de Londres
Primrose es va convertir en violinista professional l'any 1924. A Londres, el 2 d'octubre de 1928, William es va casar amb Dorothy Friend, filla d'Arthur John Friend i Susanna Jane Luscombe. Va passar de violí a viola l'any 1930 quan es va convertir en el violista del "London String Quartet". Al grup se li van unir Warwick Evans, John Pennington i Thomas Petre. Van fer gires per Amèrica del Nord i del Sud als anys trenta; tanmateix, a causa de les pressions financeres de la Gran Depressió, es van dissoldre el 1935. Després de la dissolució del "London String Quartet", Primrose va ocupar una varietat de llocs de treball; va actuar a Berlín, a La Scala de Milà i diversos concerts a Anglaterra.

## NBC Orchestra i el Primrose Quartet
El 1937, NBC va establir la seva orquestra simfònica homònima sota la direcció d'Arturo Toscanini. Primrose va ser violista de l'orquestra, però mai va ser el seu principal violista. Va tocar amb l'orquestra durant quatre anys fins que es va rumorar que Toscanini deixaria la Simfònica el 1941.
El 1939, NBC va suggerir que Primrose formés el seu propi grup i es va fundar el "Primrose Quartet". Els altres músics (tots amb l'orquestra de la NBC en aquell moment) eren Oscar Shumsky, Josef Gingold i Harvey Shapiro. Primrose va presumir que "mai no va tocar cap quartet que tingués l'habilitat instrumental del meu quartet". El Primrose Quartet va ser de curta durada, però va gravar tres sèries de 78 comercials per a RCA, juntament amb alguns enregistraments no publicats.
Mentre actuava amb la NBC Symphony, Primrose també va fer enregistraments amb Jascha Heifetz i Gregor Piatigorsky. No obstant això, van deixar d'actuar junts el 1964 a causa de la disminució de l'audició de Primrose i les seves absències augmentades a causa de la seva carrera docent.

## Solista
Primrose va debutar com a solista de violí l'any 1923; però la seva carrera com a solista tocant la viola no va començar fins al 1941 quan va començar a fer gira amb Richard Crooks. Va acompanyar a Crooks en cinc gires durant els quatre anys següents, tocant en 32 concerts entre 1941 i 1942. Mentre feia gira amb Crooks, Arthur Judson, un influent director de concerts, va buscar Primrose. Va signar amb Judson que va impulsar la carrera solista de Primrose. Primrose va doblar les seves actuacions de concert, tocant en 64 concerts el 1943-1944.
El 1944, va ser el solista del primer enregistrament d'estudi de Harold de Berlioz a Itàlia. Aquell mateix any, va encarregar un concert de viola a Béla Bartók. Això va quedar incomplet a la mort de Bartók l'any 1945, i va haver d'esperar quatre anys perquè Tibor Serly la completés. Primrose va ser el solista de l'estrena mundial del concert, el 2 de desembre de 1949. El 1950, Benjamin Britten va escriure per a ell Lachrymae basat en la cançó de John Dowland.
Primrose era conegut per la seva tremenda tècnica. Quan va interpretar els capritxos de violí de Paganini amb viola, es diu que Mischa Elman va exclamar: "Ha de ser més fàcil amb la viola!" Primrose va escriure moltes transcripcions i arranjaments per a viola, sovint tècnicament enlluernadors, com "La Campanella" (del segon concert per a violí de Paganini) i el famós Nocturne del segon quartet de corda de Borodin, aquest últim "per gelosia" per les llargues línies melòdiques del violoncel.
Va ser nomenat Comandant de l'Orde de l'Imperi Britànic (CBE) el 1952, en reconeixement de les seves contribucions musicals.

## Professor
Primrose també va ser professor durant la seva carrera de violista. Va ensenyar a molts països del món, inclòs el Curtis Institute of Music de Filadèlfia. Va ensenyar a la Universitat del Sud de Califòrnia de 1961 a 1965 amb Jascha Heifetz. Després d'ensenyar a la USC, es va traslladar a la "Jacobs School of Music" de la Universitat d'Indiana on va romandre de 1965 a 1972. El 1971, Primrose va anar a la Universitat de les Arts de Tòquio i a la "Toho Gakuen School of Music". Va ensenyar ocasionalment a la Juilliard School, l'Eastman School of Music i el "Sydney Conservatorium of Music", A Austràlia, Richard Tognetti va ser un dels seus estudiants. Primrose va ser professor convidat a la "Universitat Brigham Young" de 1979 a 1982.
Primrose va escriure i va col·laborar en diversos llibres sobre tocar la viola: Art and Practice of Scale Playing (1954), Technique is Memory (1960), Violin and Viola (amb Yehudi Menuhin i Denis Stevens, 1976) i Playing the Viola (1988).
Alguns dels seus estudiants notables inclouen el violinista canadenc Albert Pratz, antic director de la Filharmònica de Los Angeles, Alan de Veritch, el compositor nord-americà David Campbell, i el fundador i violista del Festival de Música Olímpica Alan Iglitzin.
Altres alumnes notables inclouen, Martha Strongin Katz, Karen Tuttle, Joseph de Pasquale i Cynthia Phelps.

## Anys posteriors
Primrose havia desenvolupat un problema d'audició el 1946 que va afectar la seva capacitat per escoltar certes notes. Més tard se li va diagnosticar càncer el 1977, del qual va morir a Provo, Utah, l'1 de maig de 1982.

## Llegat
La gran col·lecció de partitures de viola anotades de Primrose es va convertir en el nucli de l'Arxiu Internacional de Viola William Primrose a la Biblioteca Harold B. Lee de la Universitat Brigham Young. Per la seva contribució a la indústria discogràfica, Primrose té una estrella al Passeig de la Fama de Hollywood al 6801 Hollywood Boulevard de Los Angeles. El "Primrose International Viola Competition", creat el 1979 en honor a William Primrose, va ser el primer concurs internacional de música per a intèrprets de viola. El Primrose Piano Quartet, un conjunt britànic format el 2004, porta el seu nom.

## Instruments
Primrose Amati viola

Durant la primera part de la seva carrera, Primrose va tocar una viola Amati, antigament propietat del seu pare. Primrose havia observat que la viola tenia un to de llop i no es projectava fàcilment. Va vendre la viola Amati l'any 1951. L'ex-Primrose Amati és ara propietat de Roberto Díaz, que actualment és el president del "Curtis Institute of Music" i va gravar un CD de transcripcions de Primrose per a Naxos Records. Abans de l'enregistrament, la viola va ser inspeccionada i es va trobar que tenia ajustos de mà d'obra dubtoses, que posteriorment van ser reparats.
La viola de Primrose Guarneri

Article principal: L'ex-Primrose Guarneri viola, a la Viquipèdia anglesa.
El 1954, Primrose va comprar la viola Guarneri de 1697 coneguda com l'ex-Primrose. Aquesta viola és una de les set violes conegudes de la família Guarneri. Porta una etiqueta original d'Andrea Guarneri, que va morir l'any 1698, però els experts creuen que l'obra és la del seu fill Joseph Guarneri 'filius Andreae' que va heretar el taller del seu pare. La part posterior de la viola és d'auró italià i la part davantera és d'avet de gra obert. Té un vernís daurat profund amb un subtil to ataronjat.

La viola va ser comprada pel comte de Harrington el 1874. Va ser adquirida per la "Rembert Wurlitzer Company" als anys 50 i va cridar l'atenció de Primrose. Es va convertir en el seu instrument solista. Abans de Primrose, l'instrument mai havia estat propietat d'un violista professional. El 1975 o el 1978 Primrose va vendre la viola Guarneri a Gary Vandosdale, un antic estudiant. Després es va vendre el 1978 a Ulrich Fritze, que va tocar la viola durant els seus 30 anys com a violista principal de la Filharmònica de Berlín. La viola va ser venuda el 2012 per Tarisio 
| « | "per més de 4 milions de dòlars, el preu més alt pagat per un instrument de la família Guarneri en una subhasta i el preu més alt registrat públicament per a una viola de qualsevol tipus". | » |

## Altres instruments
També se sap que Primrose posseïa dues violes de William Moennig Jr. de Filadèlfia. Primrose va utilitzar el "MacDonald" Stradivari en préstec durant la dècada de 1940. Les seves violes Pierre Vidoudez i Yu Iida es troben actualment exposades al Primrose International Viola Archive de la Harold B. Lee Library de la Universitat Brigham Young a Provo, Utah.